# Nyctobia lobophorata
Nyctobia lobophorata är en fjärilsart som beskrevs av Walker 1862. Nyctobia lobophorata ingår i släktet Nyctobia och familjen mätare. Inga underarter finns listade i Catalogue of Life.